# 레지던트 이블: 댐내이션
레지던트 이블: 댐내이션(Resident Evil: Damnation)은 2012년 개봉한 영화이다.

## 같이 보기
- 비디오 게임을 원작으로 한 영화 목록